# SN 2001fh
SN 2001fh – supernowa typu Ia-pec odkryta 3 listopada 2001 roku w galaktyce PGC0066592. W momencie odkrycia miała maksymalną jasność 17,20m.